# Північна Велика рівнина
Північна Велика рівнина (угор. Észak Alföld) — статистичний (NUTS 2) регіон Угорщини. Належить до вищого регіону Велика рівнина та Північ (NUTS 1). Охоплює округи Гайду-Бігар, Яс-Надькун-Сольнок та Саболч-Сатмар-Берег. Адміністративний центр — Дебрецен.